# 1881 aux États-Unis
Pour des articles plus généraux, voir Chronologie des États-Unis et 1881.
Chronologie des États-Unis
- 1877
- 1878
- 1879
- 1880
- 1881
- 1882
- 1883
- 1884
- 1885

Cette page concerne des événements d'actualité qui se sont produits durant l'année 1881 du calendrier grégorien aux États-Unis.

## Événements
- 19 février : le Kansas devient le premier État américain à interdire toutes les boissons alcoolisées.
- 4 mars : présidence républicaine de James Garfield aux États-Unis. Il est assassiné le 2 juillet.
- 28 avril : évasion de Billy the Kid de la prison de Mesilla au Nouveau-Mexique.
- 21 mai : la Croix-Rouge américaine est créée par Clara Barton.
- 2 juillet : le républicain James Abram Garfield, élu le 2 novembre 1880, est assassiné par un chômeur, Charles J. Guiteau, qu’il aurait éconduit. Il meurt le 19 septembre.
- 14 juillet - Billy the Kid est abattu par Pat Garrett devant Fort Sumner.
- 20 juillet : reddition du chef sioux Sitting Bull à Fort Buford dans le Montana.
- 6 - 10 septembre : assemblée générale des Chevaliers du travail à Detroit. Ils renoncent au secret.
- 20 septembre : début de la présidence républicaine du vice-président Chester A. Arthur aux États-Unis (fin en 1885).
- 26 octobre : fusillade d'O.K. Corral à Tombstone dans l'Arizona.
- 14 décembre : fondation de la ville de Juneau, capitale de l'Alaska, en hommage au mineur canadien français Joseph Juneau.

non daté
- Débuts des travaux de la ligne de chemin de fer reliant Atlanta à l’Alabama.